# J. Gregory Smith

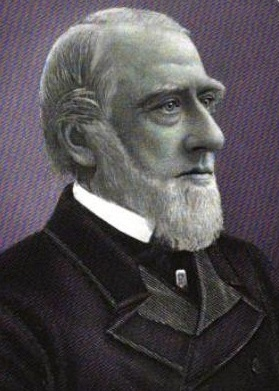
J. Gregory Smith

John Gregory Smith, född 22 juli 1818 i St. Albans i Vermont, död där 6 november 1891, var en amerikansk republikansk politiker och järnvägsmagnat. Han var guvernör i delstaten Vermont 1863–1865.
Smith utexaminerades 1841 från University of Vermont och fortsatte sedan med juridikstudier vid Yale Law School. Han gifte sig 1842 med Lawrence Brainerds dotter Ann Eliza och paret fick sex barn. Då han i början av 1870-talet grundade staden Brainerd i Minnesota valde han namnet som en hyllning till hustrun och svärfadern.
Smith efterträdde 1863 Frederick Holbrook som guvernör i Vermont och efterträddes två år senare av Paul Dillingham. 
Smith var en betydande aktör inom järnvägsbranschen i USA och tjänstgjorde som chef för både Central Vermont Railway och Northern Pacific Railway. Hans grav finns på Greenwood Cemetery i St. Albans. Sonen Edward Curtis Smith var guvernör i Vermont 1898–1900.